# Pokrowka (Kamjanske)
Pokrowka (ukrainisch und russisch Покровка) ist ein Dorf in der ukrainischen Oblast Dnipropetrowsk mit etwa 480 Einwohnern.

## Geographie

### Lage
Das Mitte des 19. Jahrhunderts gegründete Dorf liegt am Flüsschen Rekalowa (Рекалова) im Rajon Krynytschky 89 km südwestlich vom Oblastzentrum Dnipro. Das ehemalige Rajonzentrum Krynytschky liegt 47 km nordöstlich des Ortes. Durch den Ort führt die Territorialstraße T–04–32.
Am 22. Juli 2016 wurde das Dorf ein Teil der neugegründeten Siedlungsgemeinde Boschedariwka, bis dahin bildete es zusammen mit den Dörfern Hrusyniwka (Грузинівка), Kruta Balka (Крута Балка), Nowomyloradiwka (Новомилорадівка), Selenyj Jar (Зелений Яр), Tscherwonyj Orlyk (Червоний Орлик) und Wessela Dolyna (Весела Долина) sowie den Ansiedlungen Myloradiwka (Милорадівка, mit Bahnstation an der Bahnstrecke Krywyj Rih–Jassynuwata) und Sorokopaniwka (Сорокопанівка) die gleichnamige Landratsgemeinde Pokrowka (Покровська сільська рада/Pokrowska silska rada) im Westen des Rajons Krynytschky.
Am 17. Juli 2020 kam es im Zuge einer großen Rajonsreform zum Anschluss des Rajonsgebietes an den Rajon Kamjanske.